# Botschaft aus Amman

Titelblatt der Amman Message, verteilt bei der König-Abdullah-Moschee (Amman)

Die Botschaft aus Amman (arabisch رسالة عمان, DMG Risālat ʿAmmān, englisch Amman Message) ist eine öffentliche Stellungnahme hochrangiger islamischer Gelehrter, die am 9. November 2004 von König Abdullah II. von Jordanien in Amman veröffentlicht und von insgesamt 552 islamischen Gelehrten und Persönlichkeiten unterzeichnet wurde. Sie fordert Toleranz und Einheit in der muslimischen Welt und ruft diese dazu auf, den Extremismus beiseite zu lassen. Vorsitzender ihres Lenkungsausschusses war Prinz Ghazi bin Muhammad, ein Cousin des jordanischen Königs. Safaa M. Afifi El-Scheikh hat die Botschaft von Amman als eine islamische interreligiöse Initiative bezeichnet, allerdings enthält der Text keine Aussagen zu anderen Religionen, sondern nur zur gegenseitigen Anerkennung der verschiedenen islamischen Lehrrichtungen.
Der Text wurde von Scheich al-Tamimi, dem Berater König Abdullahs II. für Islamische Angelegenheiten, Oberrichter und Vorsitzenden des Fatwarates, in Anwesenheit König Abdullahs II. während des Festes der Lailat al-Qadr (Nacht der Bestimmung) am 9. November 2004 in der Haschemiyya-Moschee im Bezirk Tla al-Ali im Nordwesten von Amman, vorgetragen. Die Rede wurde zeitgleich im jordanischen Fernsehen und im Radio ausgestrahlt.

## Drei Fragen König Abdullahs II.
2004 sandte König Abdullah II. von Jordanien folgende drei Fragen an vierundzwanzig bedeutende muslimische Gelehrte, die sämtliche Untergruppen und Schulen des Islam weltweit repräsentieren:
- 1. Wer ist Muslim?
- 2. Ist es zulässig, jemanden zum Apostaten zu erklären (takfīr)?[8]
- 3. Wer hat das Recht, Fatwas (Rechtsgutachten) auszustellen?

## Drei-Punkte-Regelung
Anschließend wurde im Juli 2005 eine Drei-Punkte-Regelung von 200 islamischen Gelehrten aus über 50 Ländern aufgestellt, die sich auf folgende Punkte fokussiert:
(1) Akzeptierung der Existenz der acht Rechts- und Denkschulen (Sg. maḏhab) und der unterschiedlichen Strömungen innerhalb der islamischen Theologie
Hanafiten (Sunna)
Hanbaliten (Sunna)
Malikiten (Sunna)
Schafi'iten (Sunna)
Dscha'fariten (Schia, schließt Zwölfer-Schia und Ismailiten ein)
Zaiditen (Schia)
Ibaditen
Zahiriten
(2) Verbot, Anhänger der folgenden Richtungen als Apostaten zu bezeichnen:
der asch'aritischen Schule (traditionelle islamische Theologie)
des Tasawwuf (islamische Mystik)
des wahren Salafismus (Denkrichtung)
(3) Verbot, andere als Muslime Anerkannte zu Ungläubigen zu erklären (Takfir) (oder zu exkommunizieren)

## Fatwas der ʿUlamā'
Dies ist eine Liste der Personen und Organisationen (ʿUlamā'), welche in Verbindung mit der Amman Message eine Fatwa erstellt haben (nach der Auflistung der offiziellen Website):
| Nr. | Name                                                                   | Titel                                                                                          | Land                   | Richtung | Rechtsschule | Fatwa | Links | Bild |
| --- | ---------------------------------------------------------------------- | ---------------------------------------------------------------------------------------------- | ---------------------- | -------- | ------------ | ----- | ----- | ---- |
| 1   | Muhammad Sayyid Tantawi                                                | Großimam der Al-Azhar                                                                          | Ägypten                | Sunniten | Schafi'iten  | Fatwa | -     | -    |
| 2   | Ali Dschumua                                                           | Großmufti von Ägypten                                                                          | Ägypten                | Sunniten | Schafi'iten  | Fatwa |       |      |
| 3   | (Ali Bardakoğlu)                                                       | Präsident des Präsidiums für Religiöse Angelegenheiten, Türkei                                 | Türkei                 | Sunniten | Hanafiten    | Fatwa | (web) |      |
| 4   | Ahmed Kuftaro                                                          | Großmufti von Syrien                                                                           | Syrien                 | Sunniten | Schafi'iten  | Fatwa | (web) | -    |
| 5   | Said Abd Al-Hafiz Al-Hijjawi                                           | Großmufti von Jordanien                                                                        | Jordanien              | Sunniten | Schafi'iten  | Fatwa | -     | -    |
| 6   | -                                                                      | Internationale Islamische Fiqh-Akademie, Dschidda                                              | Saudi-Arabien          | Sunniten | Hanbaliten   | Fatwa | (web) | -    |
| 7   | Yusuf Abdallah al-Qaradawi                                             | Direktor des Sunna-und-Sira-Rates                                                              | Katar                  | Sunniten | Hanafiten    | Fatwa | (web) |      |
| 8   | Abdullah bin Bayyah                                                    | Vizepräsident der Internationalen Union Muslimischer Gelehrter                                 | Saudi-Arabien          | Sunniten | Malikiten    | Fatwa | (web) |      |
| 9   | Muhammad Taqi Uthmani                                                  | Vizepräsident der Internationalen Islamischen Fiqh-Akademie                                    | Pakistan               | Sunniten | Hanafiten    | Fatwa | -     | -    |
| 10  | Abdullah al-Harari al-Habashi                                          | Gründer der Al-Ahbash                                                                          | Libanon                | Sunniten | Schafi'iten  | Fatwa | -     |      |
| 11  | Ali Hosseini Khamenei                                                  | Großajatollah, Oberster Führer des Iran                                                        | Iran                   | Schia    | Dschafariten | Fatwa | (web) |      |
| 12  | Ali Al-Sistani                                                         | Großajatollah                                                                                  | Irak                   | Schia    | Dschafariten | Fatwa | (web) |      |
| 13  | Muhammad Said al-Hakim                                                 | Großajatollah                                                                                  | Irak                   | Schia    | Dschafariten | Fatwa | (web) |      |
| 14  | Mohammad Ishaq al-Fayyad                                               | Großajatollah                                                                                  | Irak                   | Schia    | Dschafariten | Fatwa | (web) | -    |
| 15  | Baschir al-Nadschafi                                                   | Großajatollah                                                                                  | Irak                   | Schia    | Dschafariten | Fatwa | (web) | -    |
| 16  | Hussein Ismail Al-Sadr                                                 | Großajatollah                                                                                  | Irak                   | Schia    | Dschafariten | Fatwa | (web) | -    |
| 17  | Fadil Lankarani                                                        | Großajatollah                                                                                  | Iran                   | Schia    | Dschafariten | Fatwa | (web) | -    |
| 18  | Muhammad Ali Al-Taskhiri                                               | Großajatollah Generalsekretär des Weltverbandes für die Annäherung der islamischen Denkschulen | Iran                   | Shia     | Dschafariten | Fatwa | (web) | -    |
| 19  | Muhammad Hussein Fadlallah                                             | Großajatollah                                                                                  | Libanon                | Schia    | Dschafariten | Fatwa | (web) |      |
| 20  | -                                                                      | Imam Al-Khoei Benevolent Foundation, Vereinigtes Königreich                                    | Vereinigtes Königreich | Schia    | Dschafariten | Fatwa | (web) | -    |
| 21  | Muhammad bin Muhammad Ismail Al-Mansur und Humud bin Abbas Al-Mu'ayyad | Scheich                                                                                        | Jemen                  | Schia    | Zaiditen     | Fatwa | -     | -    |
| 22  | Ibrahim bin Muhammad Al-Wazir                                          | Generalsekretär der Islamic Unification and Works Movement, Jemen                              | Jemen                  | Schia    | Zaiditen     | Fatwa | -     | -    |
| 23  | Ahmad bin Hamad Al-Khalili                                             | Mufti des Sultanats Oman                                                                       | Oman                   |          | Ibaditen     | Fatwa | -     | -    |
| 24  | (Karim al-Husseini)                                                    | Aga Khan IV.                                                                                   | -                      | Schia    | Ismailiten   | Fatwa | -     | -    |

## Meinung von Jehan Sadat
„Vor einigen Jahren verfolgte ich mit Interesse die Veröffentlichung der sogenannten Amman Message (Botschaft von Amman), die in meinen Augen sowohl die Mannigfaltigkeit als auch die Einheit des Islam versinnbildlicht. 2004 schickte König Abdullah II. von Jordanien drei Fragen an vierundzwanzig der bedeutendsten muslimischen Gelehrten in der Welt, die sämtliche Untergruppen und Schulen des Islam weltweit repräsentierten: 1. Wer ist Muslim? 2. Ist es zulässig, jemanden zum Abtrünnigen zu erklären (Takfir)? 3. Wer hat das Recht, Fatwas (Rechtsgutachten) auszustellen? Basierend auf den Fatwas, die diese Gelehrten herausgegeben haben — darunter der Scheich der Al-Azhar, die höchste sunnitische Autorität, einige der herausragendsten schiitischen Ayatollahs sowie die bedeutendsten religiösen Führer muslimischer Staaten —, wurde im Juli 2005 in Amman eine internationale Islamkonferenz mit zweihundert der weltweit führenden Islamgelehrten abgehalten. Dort trafen diese Gelehrten, die aus unterschiedlichen Ländern und Traditionen kamen, einstimmige Entscheidungen zu den drei elementaren Fragen. Erstens bestätigten sie die grundsätzliche Gültigkeit aller acht traditionellen und offiziellen Schulen der islamischen Rechtsprechung; zweitens verurteilten sie kategorisch die Denunzierung eines Muslims als Takfir; und drittens legten sie fest, wer das Recht hat, im Namen des Islam Fatwas auszustellen. Seitdem ist die Amman Message von rund fünfhundert Gelehrten, Scheichs und Staatsoberhäuptern unterzeichnet worden, darunter Sunniten, Schiiten, Sufis und Vertreter wirklich aller muslimischer Traditionen. Dies ist nur ein Beispiel für die vielen bedeutenden (und im Westen zu wenig wahrgenommenen) Maßnahmen, durch die sich die Umma von der brutalen Gewalt distanziert, die in ihrem Namen verübt wird.“

## Videos
- Kurzeinführung auf YouTube (englisch)
- The Global Relevance of the Amman Message - An Interfaith Dialogue auf YouTube (Redebeitrag von Prinz Ghazi bin Muhammad, König-Hussein-Moschee, Amman, 12. März 2013)